# Rule of Rose
Rule of Rose (Regla de la Rosa) es un videojuego del género videojuegos de terror para la consola de videojuegos PlayStation 2 desarrollado por Punchline y publicado en 2006.
El videojuego está ambientado en la época de 1930 y gira en torno a una joven de 19 años llamada Jennifer, quien queda atrapada en un mundo gobernado por niños y adultos poco racionales. Este videojuego ha sido comparado con Silent Hill, debido al miedo psicológico que emplea, y a Haunting Ground, ya que la protagonista tiene un compañero canino.
Rule of Rose apareció primero en Japón el 19 de enero de 2006. Posteriormente se lanzó en los Estados Unidos el 12 de septiembre de 2006, y en Europa el 3 de noviembre de 2006. El videojuego tuvo mucha polémica y su puesta a la venta fue censurada en países como Australia, Reino Unido e Italia.

## Argumento
Jennifer es una joven de 19 años que llega a un orfanato, tras perseguir a un extraño niño que le pide que le lea un cuento en el autobús (aunque el libro tiene las páginas en blanco). Tras pasar por diversas situaciones violentas, traumatizantes y humillantes, y llegar a un inmenso dirigible, se define el argumento del juego.
Jennifer debe completar unos cuentos, que son, por así decirlo, los niveles del juego, y presentar regalos mensuales en el Club de los Aristócratas del Crayón Rojo, resolviendo acertijos, puzles y misterios con la ayuda de Brown, el perro. Jennifer debe recordar algo que ha hecho, algo que dijo en el pasado y, sobre todo, a alguien.
No es nada fácil estando rodeado por monstruos sin cara (Imps) que surgen de todos los rincones, unas veces disfrazados de conejo, de cerdo y otras, incluso, de cabra. El juego se centra en los recuerdos de Jennifer, muchas de las escenas que se viven en el juego son cosas que le pasaron cuando era una niña en el orfanato.

## Banda sonora
Todas las canciones fueron compuestas por Yutaka Minobe. La banda sonora fue grabada en su totalidad sin el uso de instrumentos eléctricos; casi toda la música fue tocada en instrumentos de cuerda. Según los desarrolladores del videojuego, la música estaba pensada para dar un toque más humano a la atmósfera del juego.

## El juego
Durante toda la aventura, se controla a Jennifer, una joven que queda perdida en una mansión en un intento de perseguir a un misterioso niño. Después de vivir un acontecimiento traumático en la mansión y desmayarse, Jennifer despierta en un dirigible, donde hay niños que se hacen llamar "Los Aristócratas del Crayón Rojo". Bajo amenaza de muerte, Jennifer se ve obligada a conseguir mensualmente un regalo al Club de los Aristócratas. Mientras lo hace, deberá recordar una promesa olvidada y unir complicados rompecabezas y acertijos al intentar escapar de su pesadilla.
El juego fluye como muchos otros del mismo género: el jugador debe explorar el lugar en el que se encuentra, resolver acertijos, encontrar llaves, encontrar y usar objetos para la vitalidad de la protagonista y eventualmente encontrarse y enfrentarse a enemigos y enemigos finales; además de experimentar cortas animaciones durante la aventura. Además del uso de la jugabilidad estándar, Rule of Rose incorpora el novedoso sistema de buscar objetos a través de Brown, la compañía canina de Jennifer. Cuando el jugador ordena a Brown olfatear un artículo, éste lo buscará en el área en la que se encuentra el jugador en ese momento, y llevarlo a encontrar otro artículo parecido. Este sistema se utiliza para localizar objetos para avanzar con la trama del juego y para encontrar objetos recuperativos, ya sea para Brown o para Jennifer, también se le puede ordenar a Brown que venga hacia nosotros o que se quede sentado. La mayoría de los objetos recuperativos se hallan escondidos y se debe usar el sentido del olfato de Brown para encontrarlos, aunque también se puede postergar la búsqueda de éstos objetos en orden de progresar más rápidamente hacia el final del juego. Los dulces se utilizan para restaurar la vitalidad de Jennifer, mientras que los huesos y trozos de tocino, son usados para restaurar la vitalidad de Brown, si es que éste es lastimado por algún enemigo. Los objetos como cintas y ganchos de ropa no tienen un uso inmediato, sino que se pueden dar como ofrendas hacia el club para que en cambio te den objetos recuperativos o llaves.
El combate es casi exclusivamente melee (aquel que ataca cuerpo a cuerpo), con el uso de armas como un tubo de hierro, un cuchillo de cocina, una pala, entre otras cosas. Como Jennifer es más bien una chica débil, sus ataques son débiles así que se hace todo lo posible para evadir a los enemigos, en lugar de quedarse a pelear.
A excepción de los enemigos finales de cada nivel o capítulo, los enemigos del videojuego son "Imps", criaturas del tamaño de niños pequeños, que emiten chillidos y que atacan al personaje principal. Su piel es grisácea, y por ojos y boca tienen grandes aberturas negras, algunos incluso tienen cabeza de animal. Brown no atacará a los enemigos, sino que ladrará y distraerá a los enemigos y a los jefes finales, para que se alejen de Jennifer. Brown puede ser herido hasta caer inconsciente al suelo, sin embargo, el jugador podrá curarlo y protegerlo, para así seguir disponiendo de su habilidad para encontrar objetos a través de las zonas.

## Trasfondo antes del videojuego
Jennifer vivía con sus padres muy feliz. Un día ellos abordan un dirigible, el cual se estrella y mueren. Tras esto Gregory Wilson la rescata y la lleva a su casa, poniéndola en el lugar de su difunto hijo Joshua, creyendo que Jennifer es Joshua, y la obliga a vestirse y a comportarse diariamente como lo haría Joshua.
Tras intentar escapar varias veces de la casa de Gregory, Jennifer se encuentra con Wendy, ella la ayuda a escapar y la lleva al orfanato donde se convierte en una niña más, y conoce a las demás niñas y niños.
Jennifer cuenta la historia de su vida, y por ello recibe el apodo de la niña desafortunada. Tras esto descubre que los niños de este orfanato tenían una especie de aristocracia a la que decide unirse, pero para esto deberá superar unas pruebas.
Jennifer lo logra, haciéndose notar sobre las demás, y haciéndose novia de Wendy (quien ocupa el rango más alto en la Aristocracia del Crayón Rojo), por lo que ambas juran que si algún día son separadas volverán a verse y esto despierta celos en los demás miembros de la aristocracia.
En el orfanato, Jennifer vive muchas situaciones que pasan algunas niñas del orfanato y a ella:
Diana, la niña huérfana mayor, fue culpada por el señor Hoffman, el director del orfanato, de haber sacado al pez de la pecera de su despacho, sin embargo, cuando Diana vio a Jennifer con el pez entre sus manos ella pensó que Jennifer lo había sacado y, por venganza, mojó su cara con un trapo sucio, cuando en realidad habían sido Eleanor y Meg quienes lo sacaron.
Eleanor, otra niña huérfana, cree que su ave petirrojo la llevará a un mundo lejos del orfanato. Diana y Meg mataron a su petirrojo y lo envolvieron en su vestido. Ellas hicieron una apuesta sobre si Eleanor terminaba llorando o se enfadaba al encontrar su petirrojo muerto, al final terminaron perdiendo ambas ya que, cuando Jennifer tenía al ave muerta entre sus manos, Eleanor solo se lo arrebató, lo llevó a la aristocracia y lo dio de obsequio.
También que Meg, otra de las niñas del orfanato, está enamorada de Diana, pero ésta rompió una carta de amor de Meg que le escribió a ella y le hizo creer a Meg que la cabra se la había comido, cuando Jennifer tenía la carta rota entre sus manos, Meg pensó que ella la había roto y Jennifer recibió un horrible castigo de todos los miembros de la aristocracia.
También Jennifer se hace "amiga" de Amanda, la niña huérfana con menor rango social en la aristocracia, inicialmente ya que Amanda se siente feliz porque Jennifer es ahora la niña con el rango social más bajo. Sin embargo, cuando Jennifer encuentra al señor Peter, un conejo, es subida de puesto por los miembros de la aristocracia y Amanda vuelve a ser la más baja de rango. Amanda es castigada cruel e involuntariamente por Jennifer y esto hizo que Amanda empezara a odiar a Jennifer.
Wendy padecía una enfermedad lo que la hacía estar mucho tiempo en reposo y la obligaba a entretenerse con animales enjaulados solamente. Un día Jennifer encuentra un cachorro abandonado que se esconde en el cobertizo y lo adora al instante y lo nombra Brown y dice que él será su mejor amigo siempre, lo que pone celosa a Wendy, quien estaba enamorada de Jennifer.
Wendy ordena que los miembros de la aristocracia la torturen presionándola para que deje a Brown, sin embargo, Jennifer no dejaba a Brown a pesar de las torturas que los miembros le habían hecho. Wendy empezó a cuidar al señor Peter con el fin de darle celos a Jennifer, pero esto no resultó.
Wendy se ve obligada a ordenar que Brown sea sacrificado, tras largas cartas ignoradas por parte de Jennifer que pedían que se alejara de su perro. La aristocracia lo mata, y lo encierran en un costal. Pronto convocan una reunión, en la que le confiesan a Jennifer que Brown ha muerto y mañana le harán un funeral. Jennifer se da cuenta de que fueron ellos quienes lo mataron y peor, que fue Wendy quien se encargó de llevar a Brown hacia ellas.
Jennifer la abofetea y le dice que la odia, que jamás serán amigas de nuevo, y que ella nunca cumplirá su promesa la cual se recuerda en el juego: "Amor verdadero y eterno. Soy tuya." Esta promesa la hizo al escapar de la casa de Gregory.
Wendy huye herida, y pronto siente deseos de vengarse, se disfraza de Joshua, y va hacia la casa de Gregory, y hace pensar a Gregory que Joshua volvió y lo conduce hasta el orfanato.
En el orfanato, Gregory asesina a todos los huérfanos e incluso la propia Wendy. Por razones desconocidas, y por la confirmación de un periódico local hallado en el juego, Jennifer es la única sobreviviente de la masacre. Luego del ataque, Gregory se suicida con su revolver. En el juego, Wendy le da a Jennifer la pistola de Gregory.
Tras pasar varios años Jennifer ha olvidado todo, ahora tiene 19 años. Y está en un autobús sola. De repente, un niño le pide que le lea un cuento, pero éste esta en blanco, el niño baja del autobús y Jennifer lo sigue. El autobús se va sin ellos y Jennifer se da cuenta de que ha llegado a un orfanato. Por alguna razón siente que ya ha estado ahí, y aquí es donde comienza el juego. Casi al final del juego se revela que el niño es en realidad Wendy disfrazada de Joshua, conduciéndola al orfanato como había hecho con Gregory varios años atrás.

## Trama
La historia se divide en capítulos. Cada capítulo lleva el título de un cuento que Gregory escribió para Joshua, y cada uno es una mezcla distorsionada de recuerdos, fantasía y realidad.
 The Little Princess - La Princesita
Marzo de 1930
- Hubo una vez una preciosa y pequeña niña, su amiga, la Princesa de la Rosa Roja, siempre estaba a su lado. Cuando un día su mami y su papi murieron de repente, la princesa también desapareció, dejando a la niña toda sola. La pobre niña sola se dirigió a una extraña casa. -
En este capítulo Jennifer vuelve al orfanato, sin darse cuenta poco a poco vuelven sus recuerdos. Este capítulo es realidad, en el hacen su primera aparición los fantasmas de su pasado y como es transportada a sus recuerdos. Este capítulo hace alusión a como Jennifer conoció a Brown, los momentos antes de la muerte de Brown y como Jennifer lo desenterró. A medida que se avanza en el juego el libro de cuentos que lleva este nombre se va a ir completando.
 The Unlucky Clover Field - El Desafortunado Campo De Tréboles
Abril de 1930
- Hubo una vez una desafortunada niña, ella quería ser feliz, así que fue al campo de tréboles. Ella encontró un trébol de 2 hojas, pero se resbaló en las sombras. Ella encontró un trébol de tres hojas pero una bruja se lo llevó lejos. Ella buscó el afortunado trébol de 4 hojas, pero ella era muy desafortunada. -
Este capítulo transcurre en el dirigible como los que transcurren a continuación, pero no todos.
 Sir Peter - Señor Peter
Mayo de 1930
- Señor Peter, Señor Peter, salió a dar un paseo. Señor Peter, Señor Peter, puesto en una jaula, tenía que mantenerse allí. Señor Peter, Señor Peter necesita irse ahora mismo, no quiere pecar. Señor Peter, Señor Peter, ensacado y llevado lejos, antes el encuentra un baño. Adiós, Peter. Adiós. -
 The Goat Sisters - Las Hermanas Cabra
Septiembre de 1930
- La hermana pequeña escribió una carta, bah bah. La hermana mayor la masticó, bah bah. La hermana menor estudió sus notas, bah bah. La hermana mayor las rasgó en tiras, bah bah. La hermana menor le quiso leer la carta a la hermana mayor, así que la obtuvo de el estómago de su hermana. Pero la hermana mayor murió en un charco de sangre color ámbar, quién está allí para leerle la carta? Bah bah. Incluso "el amor verdadero" es destruido rápidamente por el conflicto. -
 The Bird of Hapiness - El Pájaro De La Felicidad
Julio de 1930
- Una vez, una chica se encontró una caja grande. El Pájaro de la Felicidad. El pájaro la llevaría a la tierra de la felicidad para siempre, o al menos eso esperaba. Cada caja era más pequeño que la anterior. En un espacio estrecho y oscuro, finalmente encontró a su pajarito. Pero era demasiado tarde. El pájaro había muerto hacia mucho tiempo. Había tenido un sangriento destino. Fin. -
 The Mermaid Princess - La Princesa Sirena
Agosto de 1930
- Hace mucho, mucho tiempo, la Princesa Sirena se enamoró de un príncipe humano. Pero por años su amor no fue correspondido. Tiempo después, ella era vieja y decrépita, muy solitaria incluso en el día de su muerte. La pobre, pobre Princesa del Reino del Mar. Quién querría volverse una fea mujer como ella? Soy tuya, incluso en la muerte. -
 The Gingerbread House - La Casa De Pan De Jengibre
Junio de 1929 (Según un calendario encontrado en este nivel)
 The Rag Princess Sews - El Trapo De La Princesa Que Cose
Octubre de 1930
- Hubo una vez, una niña que cosía harapos, día tras día. El hedor de sus trapos se filtró en su ropa. Sus hermanastras vestían hermosos vestidos y fueron al baile. la niña se quedó en casa y sus celos se acumularon. Un día, un hada madrina llegó, lanza un hechizo sobre la niña y dijo:"Cose para ti un vestido gris ceniza. Entonces, podrás ir al baile igual que tus hermanastras. La niña remendó los trapos de hollín y así fue como se convirtió en la Princesa Trapo. Una princesa muy apestosa, por cierto. Ella apestó a toda la ciudad, de hecho. Ninguna chica que apestase así sería admitida en el baile. Yo me encargaré que esa chica use este espantoso vestido. Y así, la Princesa Trapo y la chica del vestido de trapo se convirtieron en compañeras de juego. " -
 The Funeral - El Funeral
Noviembre de 1930
- Hubo una vez, una niña que encontró un agujero en la tierra en el patio. Las pequeñas personas salieron y le contaron la noticia. Hoy es el día de su funeral. Si no te gusta, entonces debes sacrificar a tu amigo. ¿Quién quiere ser enterrado vivo? Por lo tanto, la niña hizo lo que tenía que hacer, y enterró a su mejor amigo. Bueno, no me gustaría ser su mejor amigo!. -
 The Lying Princess And The Stray Dog - La Princesa Mentirosa Y El Perro Callejero
Diciembre de 1930
- Hubo una vez una pequeña niña que decía mentiras. A ella le gustaba asustar a las otras niñas gritando: "El perro callejero viene, el perro callejero viene". Pero luego, todos dejaron de tener miedo. Ellos la odiaron por las mentiras que decía. Un día, la niña llegó a su hogar gritando "El perro callejero viene, en serio." Todos pensaron que era otra de sus mentiras. excepto que esta vez, no era mentira del todo y todos fueron devorados. Fin. -
 Once Upon a Time - Erase una vez
Enero
- La historia de como dos niñas se conocieron y fueron por caminos separados. -

## Personajes
- Jennifer: La protagonista del juego, también llamada entre los NPC (Personaje no jugador) como "La chica desafortunada, la hermosa princesita, princesa Jennifer o la niña tímida". Jennifer es una mujer recatada, pasiva, lúgubre y asustada de voz suave, que aparenta ser cobarde. Jennifer habla muy poco y se distancia de sus propias emociones en un intento de distanciarse de los demás. En el juego, ella tiene 19 años. Cuando Jennifer era todavía una niña de 11 años, era la única huérfana más consciente de su entorno. Ella parecía muy cariñosa y atenta con los demás, incluso cuando los otros huérfanos trataban de intimidarla. Jennifer es muy leal a sus amigos, incluyendo a Wendy y Brown, o incluso a aquellos que no le gustan, como los Aristócratas del Crayón Rojo, así como los adultos en el orfanato. Todos los niños, excepto Wendy, la retratan como una sucia. La aversión que recibe del señor Hoffman era probable porque a menudo llegaba tarde y no le importaba ser regañada por no hacer sus deberes. Además, Hoffman anotó en su diario que después de la llegada de Jennifer los niños del orfanato comenzaron a actuar diferente. Jennifer nació en Inglaterra alrededor del año 1921. En junio de 1929, Jennifer y sus padres viajaban en una aeronave de lujo con destino a la India desde Cardington, sin embargo, la aeronave se estrelló y todos en la aeronave, excepto Jennifer, murieron. Jennifer afirma que perdió sus recuerdos, pero no se sabe qué recuerdos perdió exactamente. Los medios de comunicación suponían que todos en la aeronave estaban muertos. Sin embargo, Jennifer sobrevivió milagrosamente y, antes de que la policía encontrara las ruinas de la aeronave, un solitario granjero de guisantes llamado Gregory M. Wilson la encontró y llevó hasta su casa.

- Brown: La mascota de Jennifer. Un perro labrador, leal y capaz de rastrear lo que Jennifer necesita en el juego. Brown también se utiliza como un dispositivo de juego importante. Su sentido del olfato ayuda a Jennifer a encontrar objetos ocultos. Alrededor de julio de 1930, cuando Brown era todavía un cachorro, fue encontrado por Jennifer. Sintiendo lástima por el animal solitario, decidió adoptarlo. Jennifer lo llevó a un cobertizo cercano, que se convirtió en su hogar. Jennifer le puso el nombre de "Brown" y finalmente llegó a quererlo y cuidarlo como su mejor amigo. Gracias a él, Jennifer sintió algo que nunca antes había sentido durante sus días en el orfanato: felicidad y amor. Ella le dio un collar con su nombre grabado en él, y el vínculo entre los dos se hizo más fuerte a medida que Jennifer lo visitaba cada día. Fue asesinado por los Aristócratas del Crayón Rojo.

- Diana: Una de los huérfanos del orfanato Jardín de rosas y miembro del los Aristócratas del Crayón Rojo. Posee el rango de Duquesa, el más alto y es el objeto de afecto por parte de Meg. Posee una obsesión con el orden y la limpieza. Es de semblante rebelde y provocativo, además de tener el carácter más duro de toda la aristocracia. Diana tiene la fobia y al mismo tiempo la ambición de convertirse en un adulto. Se dice que a ella le gustaba gastar grandes cantidades de tiempo sentada en una de las celdas en el sótano, pensando en su crecimiento. Diana aparentemente quería ser bella y pura, pero era consciente de que cada día se separaba más y más de su yo ideal. Se cree que su edad ronda los 12 y 14 años. No está claro cuándo llegó Diana al orfanato, aunque claramente había estado allí por mucho tiempo antes de que llegara Jennifer. Ella es la auto-proclamada líder del Club Aristócrata de la Princesa de la Rosa Roja. Aunque los mensajes de la Princesa Rosa son dados por Meg, es Diana quien dispensa castigos y recompensas a los otros miembros del Club.

- Eleanor: La Princesa del Corazón Frío, de 12 años. Es clasificada como Condesa, y es una de las tres Aristócratas de la Clase Refinada, incluyendo a Diana y Meg, con Diana en el estatus más alto y Meg en el más bajo. y en todo momento carga consigo una jaula para aves vacía. Nadie sabe lo que pasa por su mente pues siempre es fría y distante. Posee un trauma en el que no habla desde la muerte de sus padres en un avión o "pájaro gigante", por lo que busca a otro pájaro que le traiga felicidad. Su falta de emoción a menudo parece inhumana y muy anormal para un niño, especialmente cuando no muestra emoción al morir su ave, lo que se sugiere es que Eleanor tiene un trastorno neurológico. Estos signos son alarmantes y podrían ser síntomas tempranos de psicopatía y/o psicopatía. Su capítulo es "El pájaro de la felicidad".

- Amanda: La Princesa del Corazón Pequeño, de 10 años. Antes de la llegada de Jennifer, Amanda poseía el rango social más bajo: El de Miserable. Al principio estaba agradecida con Jennifer por disminuir los malos tratos que recibía de parte de las demás niñas. Sin embargo, con el paso del tiempo, Jennifer empezó a subir de rango, lo que crea un nuevo sentimiento de odio y envidia de parte de Amanda hacia Jennifer. Ella es, por lo que se ha visto en el juego, la niña más obesa del orfanato, por lo que su apariencia, así como su autoestima, puede ser otra pista hacia su pasado y la vida en el orfanato. Amanda es egoísta, a menudo oculta cosas a Jennifer y se niega en rotundo a ayudarla. También parece ser mentalmente inestable, ya que revela una actitud psicópata después de haber sido degradada a "Miserable Amanda". A lo largo del juego, Amanda se ve a menudo cosiendo harapos. Ella tiene una baja autoestima y es muy sensible acerca de sí misma y cómo trata a los demás o su manera de reaccionar ante determinadas situaciones. En el capítulo "Había una vez", afirma Jennifer que Amanda era la más consciente de su belleza que nadie, y que a menudo se miraba al espejo con el lápiz labial robado de Martha, a altas horas de la noche. Ella tiende a cambiar personalidades a través del juego, ya que va desde servicial y amable, a un trato cruel y colérico, y así sucesivamente. Poco se sabe sobre los antecedentes de Amanda, aunque se sabe que ella ha estado lidiando con la Aristocracia durante mucho tiempo hasta el punto en que mentalmente la han quebrantado, y continúan burlándose de ella y atormentándola a sus espaldas. Ella es, por lo que se ha visto en el juego, la niña con más sobrepeso en el orfanato, por lo que su apariencia, así como su autoestima, puede ser otro indicio hacia su pasado y su vida en el orfanato, tal vez implicando que creció en una familia adinerada que puede haber estado obsesionada con la idea de ser de clase alta.

- Gregory M. Wilson: Conocido como el perro callejero. Es un hombre que perdió a su hijo (Joshua). Está desequilibrado mentalmente y esto se da a conocer justo después de que rescatara a Jennifer del dirigible y la tomara en su hogar; donde, la trata como su hijo perdido y la llama por su nombre. Él asesinó a todas las personas del orfanato y de ello proceden las historias. Es una figura muy misteriosa vista merodeando por la aeronave. Durante el juego, ocasionalmente conoce a Jennifer y le entrega uno de sus libros de cuentos caseros, que por lo general contienen tramas oscuras y sádicas. Por razones que se desconocen (hasta el final del juego), se dirige a Jennifer con el nombre de su hijo "Joshua".

Gregory M. Wilson vivía en la "Casa de Pan de Jengibre" en el campo rural cerca de Cardington. La apariencia de Gregory es muy simple y desordenada, reflejando su vida como un pobre agricultor de guisantes. Según el manual, daba a los niños golosinas, mayoritariamente dulces; muy parecidas a la leyenda del perro callejero. No se sabe si se trata de un simple acto de bondad, o de la intención de atraer con malicia. Gregory tuvo un hijo llamado Joshua, aunque no se sabe si Joshua es su hijo biológico u otro niño adoptado como Jennifer. Gregory amaba mucho a Joshua e hizo lo mejor que pudo para darle a Joshua una vida maravillosa a pesar de vivir en la pobreza, e hizo lo mejor que pudo para estar cerca de su hijo, así como para tratar de sacar a Joshua de la casa, ya sea para ir a jugar o para trabajar en la granja con él. Pero cuando Joshua estaba demasiado enfermo para levantarse de su cama, Gregory simplemente hacía lo mejor que podía para cuidarlo. Durante el tiempo que Joshua estaba enfermo y postrado en cama, Gregory a menudo le hacía libros de cuentos para leerle y a Joshua le gustaban las historias.
- Joshua: El Príncipe Oso, de 11 años. Es el hijo de Gregory M. Wilson y, aunque es cierto que nunca aparece físicamente en el juego, su imagen corporal, su nombre y su espíritu perduran a lo largo de la historia. Murió tras quedar enfermo, y desde entonces su padre cayó en la locura por lo que cuando rescató a Jennifer en el accidente que mató a sus padres, la obliga a vestirse con las ropas de su hijo. Joshua es representado en el juego como un oso de peluche.

- Margaret o Meg: La Princesa de Aspecto Prudente, de 11 años. En la aristocracia ella es la baronesa, y es una de las tres Aristócratas de la Clase Refinada. Inteligente, pero inflexible, se considera impecable y lleva consigo a todas partes su cuaderno de notas que contiene varias reglas del club, notas y planes de castigo. Ella inventa los instrumentos de tortura con los que Jennifer y Amanda son castigadas. Meg adora a Diana; le escribió una carta de amor, y la sigue a todos lados como un cachorro, sin embargo esta relación es muy unilateral. Por el mes de septiembre, le escribió una carta de amor a Diana, quien la recibió diciéndole a Eleanor lo patética que Meg era. Al encontrar la segunda parte de la carta, Diana se burla de ella diciendo que una de las cabras se la había tragado. Meg usualmente es vista con Diana y Eleanor. Su capítulo en el juego es "Las hermanas cabras".

- Wendy: La Princesa de la Rosa Roja de 11 años. Ella es una joven muy enfermiza y solitaria que pasa la mayor parte de su tiempo en la cama o jugando con animales enjaulados (a saber). Siente un gran cariño y obsesión hacia Jennifer, lo que le llevó a sentir celos por Brown. Ella parece ser una chica dulce y amable que es la única que es amable con Jennifer, y podría ser considerada como la novia de la infancia de Jennifer debido a escenas de ellos muy cerca entre sí y diciéndose que se aman. Sin embargo, ella tiene un lado oscuro secreto y es posiblemente el principal antagonista, y ella es la razón detrás de gran parte del sufrimiento de Jennifer. Wendy es una niña frágil y enferma que a menudo tose debido a su enfermedad no especificada. A menudo está postrada en cama y es conocida como "la chica que siempre se acuesta en su cama" o, para la mayor Jennifer, como "la princesa solitaria". Es representada en el juego como una muñeca de vestido rojo.

- Clara: La Princesa Asustadiza, de 16 años. Clara es una chica tranquila que vive en el orfanato Jardín rojo. Aunque técnicamente es menor de edad. No tiene ningún tipo de rango pero es la favorita de Mr. Hoffman y una de las pocas niñas del orfanato que se convierte en un enemigo final del juego. Su batalla de enemigo final ocurre en una habitación cerrada y es nombrada como "La princesa sirena". En ese mismo capítulo, ella se descolgará del techo atacándote con una especie de vomito de ácido y con sus propias manos. Para eliminarla hay que tener mucho en cuenta que únicamente le puedes golpear una vez cada vez que caiga y tienes que mantenerte en constante movimiento. Clara tenía entre 15 y 16 años cuando Jennifer llegó al orfanato. Era una chica tranquila y solitaria, apodada "La princesa asustada". Parecía ajena a las payasadas de los otros niños y no asistía a las reuniones del Club Aristócrata ni participaba en sus crueles novatadas y castigos.

- Mr. Hoffman: El encargado del orfanato con rango de Administrador, además de ser el maestro. Este hombre de tercera edad cuenta con mucha simpatía entre las niñas, pero es muy estricto. También es un enemigo final del juego y sus ataques te reducirán una gran cantidad de vitalidad, pero gracias a Brown y una buena arma se le puede derrotar como enemigo. Es un personaje muy relevante en el juego, aunque no el más importante. A pesar de todo, se puede apreciar el lado bueno de Hoffman como un hombre que quiere educar a los niños en un hogar estricto y trabajador, reflejando las familias más recurrentes de los años 30. Se dice que tiene inclinaciones hacia la pedofilia, abusaba sexualmente de Clara.

- Martha Carol: Encargada de la limpieza y sospechosa de brujería, es la encargada de la limpieza del orfanato. Llama a Jennifer "Filthy wretch" (Mugrosa desgraciada). No la verás mucho tiempo pues será raptada por los imps y asesinada por ellos; sin embargo, en una de las habitaciones te guiará a una llave especial en el capítulo "El Desafortunado Campo de Tréboles". En la vida real ella fue la primera en "desaparecer". Martha comienza a sospechar alarmada cuando es testigo del extraño comportamiento de Gregory M. Wilson siendo entrenado por Wendy como perro y envía numerosas cartas a la policía para investigar el tema, indicando con frecuencia que la seguridad de los niños está en juego. A pesar de su determinación en la materia, sus ruegos son ignorados. Se ignora si desapareció o fue asesinada tiempo antes de la masacre.

- Susan: La Princesa Impetuosa, de 6 años. Como su título lo indica, ella es muy impulsiva y rápida para sacar conclusiones. Esto se muestra en la frecuencia con la que propaga rumores y participa en lo ajeno. Su trabajo en el Club de aristócratas es reunir información sobre el perro callejero (Stray Dog) y es la segunda huérfana más joven después de Olivia. Susan. Se la puede ver como bastante torpe, ya que al intentar hacer una reverencia, tropieza y casi se tropieza. Tiene dificultades de comunicación, ya que habla con ceceo y tartamudeo. También repite a menudo cosas que ya ha dicho, y por lo general se la ve chupándose los dedos. Dentro de los aristócratas del crayón rojo es considerada la sirvienta.

- Olivia: La Princesa llorona, de 3 años. Como su alias indica, llora muy fácilmente cuando está alterada. Ella es, sin duda, la niña más pequeña en el orfanato. El objetivo principal de Olivia parece ser llamar la atención, que fue lo más probable que "perdió" cuando fue enviada al orfanato. Ella también parece ser muy impresionable. Durante el capítulo "Campo de tréboles desafortunado" es vista por primera vez llorando por una mariposa muerta. Cuando Jennifer se inclina hacia abajo a recogerla, Olivia clava un tenedor en el suelo, cerca de su mano. A continuación, sale de la zona con las palabras: "Mereces ser devorada". Con este incidente, se puede deducir que, al igual que el resto de los huérfanos, también tiene una personalidad malévola que se está desarrollando a partir de ser testigo de la conducta de los otros niños.

- Thomas: El Príncipe Travieso, de 11 años. Está obsesionado con los trenes y se le ve a menudo jugar con ellos. Su comportamiento individual y huraño sugiere que posee algún tipo de trastorno mental; el autismo probablemente. En ocasiones, cuando Jennifer intenta entrar en una habitación, Thomas está con una bolsa de papel sobre su cabeza, cierra la puerta. Esto evita aún más el acceso a las salas, y es posiblemente otro de los rasgos traviesos de Thomas. En el capítulo "Había una vez", se descubre que Thomas estaba a menudo absorbido por jugar con sus trenes porque eran sus únicos amigos. También se descubre que se rumoreaba que su obsesión tiene algo que ver con su nacimiento, aunque nunca habló de ello con nadie. Al parecer, Mr. Hoffman lo encontró botado en la estación de tren, y lo trajo al orfanato.

- Xavier: El Príncipe Glotón, de 10 años. Él es uno de los tres niños que aparecen en el orfanato, y al parecer le encanta comer. Xavier es conocido por ser bastante torpe. También una vez afirmó que quiere comer un cerdo, ya que por lo visto, considera que el cerdo es su rival. Él es el mejor amigo de Nicholas y disfruta de luchar con supuestas espadas con él. Xavier es conocido por ser un poco travieso. Tanto él como Nicholas eran famosos por gastar bromas. En el capítulo "El trapo de la princesa que cose", hace un corte de energía al apagar uno de los generadores y la ruptura de la palanca, dejando a Jennifer en la oscuridad.

- Nicholas: El Príncipe Descuidado de 12 años. Es visto por primera vez en el capítulo "Campo de tréboles desafortunado". Su mejor amigo es Xavier y por lo general se lo puede encontrar luchando con supuestas espadas con él de una manera lúdica. Nicholas puede ser visto como muy extraño, como se le ve de pie en el pasillo gritando "¡Fuera! ¡Fuera!" y "Soy una sombra, soy una sombra!". Aparentemente es muy travieso, como él y Xavier eran conocidos por gastar bromas y asustar a los jóvenes en el orfanato. Nicholas parece muy descuidado, por a lo que se debe el título de "El príncipe descuidado." Lleva un mono con una sola correa de hombro y una gorra.

- El Caballero Cubo: Supuesto muñeco de palo que Jennifer hace con un cubo de fregar y dos palos. Él le ofrece su ayuda para descifrar su pasado, recuerdos y la promesa olvidada. En la historia se revela que su primer propósito es proteger a Brown. Sus habilidades son salvar la partida y proporcionar pistas durante el juego. Xavier y Nicholas crearon al caballero cubo, con fines de poder practicar con las espadas, con el tiempo lo dejaron abandonado, y Jennifer lo descubrió, dándole un valor sentimental, ya que ella imaginaba al caballero cubo como su "guardián de promesas".

- Peter: También conocido como Sir Peter, Peter el conejo, o "Mr. Bunny" por Wendy. Es un bonito conejo albino. Al igual que Brown o el ave de Eleanor, es otro de los muchos personajes no humanos en el juego, y aparece en el capítulo de "Sir Peter" como un sacrificio y un regalo del mes para el Club de aristócratas. Wendy decidió hacerse cargo de Peter con el fin de darle celos a Jennifer, ya que Jennifer había estado descuidando a Wendy para cuidar de Brown. No se sabe si Wendy realmente amaba a Peter o estuvo triste cuando ella tuvo que renunciar a él. Sin embargo, lo más probable es que lo hizo, teniendo en cuenta lo que nos lleva a rescatar a Peter cuando es robado, y la gran cantidad de tiempo que dedica a cuidar a los conejos.

## Finales
- El Verdadero: En este final, Jennifer le da el revólver a Gregory. Él acepta su culpa y se suicida, Jennifer escapa del orfanato. Este final lleva a un nuevo capítulo llamado "Once Upon a Time".
- El del Fracaso: Jennifer mata a Gregory con el revólver. Ella se queda sola y Joshua ríe malévolamente porque Jennifer se queda atrapada sola en sus recuerdos y cometió un acto despiadado.

## Desarrollo
La compañía Punchline, que había desarrollado previamente el videojuego Chulíp, desarrolló Rule of Rose para Playstation 2. Un grupo de veinticinco desarrolladores cuenta que la compañía empezó a desarrollar Rule of Rose tras ser preguntados por la compañía Sony Computer Entertainment si la compañía Punchline tenía alguna idea de desarrollar en un futuro un videojuego de terror. Al final se decidió crear un "nuevo tipo de videojuego de terror", uno que no fuera similar a un survival-horror de Resident Evil, uno donde no aparecieran zombis, fantasmas o monstruos típicos de los videojuegos parecidos a éste, y con énfasis en el terror psicológico. Esta idea llevó a los desarrolladores al concepto de que el videojuego se enfocara en la infancia de los niños; pero desde dos puntos de vista diferentes de los cuales son la perspectiva de los niños y la de los adultos en una situación aterradora, con un enfoque principal en la perspectiva del adulto. Aunque los críticos han observado algunas similitudes entre la novela "El señor de las moscas" de 1945 del autor William Golding y este videojuego, los desarrolladores de éste declararon que no se inspiraron en la novela, y que solo se enfocaron en la "malentedida y misteriosa" naturaleza de los niños. La historia se formó a partir del ensayo y error, los desarrolladores descubrieron la manera de crear una sensación de horror y, como producto final, la creación de una sociedad secreta de niños llamada Los Aristócratas del Crayón Rojo. También fue añadido el perro Brown para equilibrar la personalidad imponente y triste de Jennifer y hacer que el videojuego fuera más agradable. Debido al presupuesto de dinero y tiempo, la forma de combate del videojuego quedó un poco áspera.

## Controversia y críticas
En la E3 2006 Atlus anunció que lanzarían el juego "Rule of Rose" en los Estados Unidos. Sin embargo, fue censurado debido a los ligeros matices eróticos entre los personajes femeninos menores de edad del juego. Los críticos han discrepado con esto, es decir, que los temas sexuales no son el foco principal del juego y que son solamente una parte pequeña del mismo. El lanzamiento de este juego levantó controversias en Polonia, en donde el ministerio conservador de la educación planteó preguntas referentes a su conveniencia para los menores de edad (ha clasificado 16+) debido a los temas de la violencia y de la sexualidad de los niños. El ministro europeo Franco Frattini (ex vicepresidente de la Comisión Europea), catalogó al juego como “obsceno” y escribió a los gobiernos para que impulsen controles de censura más estrechos en los juegos que “glorifican la violencia a veces extrema”. Según noticias, Viviane Reding, comisionada para la sociedad y los medios de información, critica las acciones de Frattini: “Es muy desafortunado que mis servicios no llegasen antes que tu carta a los ministros del interior. Reding, preconsultado escribe, recordándole el sistema autorregulado llamado PEGI que ha funcionado a través de U.E., desde 2003. El sistema de PEGI de clasificación por edades, según la letra de Reding: “informa a la opción del adulto, sin contenido de censura”. “Esto está conforme a la opinión de la Comisión que las medidas tomadas para proteger a menores de edad y la dignidad humana se deben balancear cuidadosamente con el derecho fundamental a la libertad de la expresión según lo colocado en la carta en los derechos fundamentales de la unión europea” escribe Reding a Frattini. El editor ha elegido cancelar el lanzamiento del juego en el Reino Unido después de quejas de Frattini y de otros funcionarios de E.U., y los comentarios “en gran parte engañosos” de la prensa del Reino Unido. Sin embargo fue lanzada en el resto de Europa. Repasar las copias del título había enviado ya a los periodistas británicos cuando esto fue anunciado. El Cuerpo Británico que había concedido a título su grado de 16+ PEGI (el consejo vídeo de los estándares) respondió a la prensa y a los comentarios de Frattini así: No tengo ninguna idea de donde extrae usted la sugerencia del sadomasoquismo, porque no hay ni niños que son enterrados subterráneamente. Estas son las cosas que se han compuesto totalmente. [...] No nos preocupamos de nuestra integridad que es llamada en la pregunta, porque las cotizaciones del Señor Frattini son absurdas. El juego también fue prohibido en Australia.

### Indicios de pedofilia
Se cree que el director del orfanato Señor Hoffman puede tener interés sexual en Clara y Diana.
Clara
Hay implicaciones de que Hoffman comenzó a tener un interés sexual en Clara, en contra de su voluntad, y que Clara estaba demasiado asustada para decírselo a nadie o detenerlo.
En el capítulo de "la princesa sirena", se le ve acompañando a Clara a un dormitorio. Cuando Jennifer mira a través de un hueco en la puerta; ahí se puede ver a Hoffman acariciando sugestivamente a alguien. Clara se revela más tarde como la persona en la cama. Hay muchos indicios posibles sobre la relación entre Hoffman y Clara. La mayoría de los eventos en el juego son desde el punto de vista de la joven Jennifer, donde probablemente no entendía las cosas que Hoffman pudo haber hecho a las niñas en el orfanato; y debido a esto, probablemente interpretó a Clara en la apariencia de una sirena. Durante "El Capítulo de la Sirena", se puede interpretar que durante una noche en el orfanato, la niña Jennifer vio a Hoffman llevando a Clara a su oficina (que también sirve como dormitorio). Jennifer probablemente los siguió, miró por el ojo de la cerradura y vio a Clara sin camisa en la oficina de Hoffman mientras su cuerpo inferior estaba cubierto por una sábana. Desde que Jennifer tenía sirenas en su mente porque era el regalo mensual, Jennifer probablemente imaginó que Clara en secreto era una sirena.
En el capítulo "El funeral", Hoffman lleva a Clara a otro cuarto, que luego cierra con llave. Cuando Jennifer mira a través del ojo de la cerradura, puede ver a Clara fregando el piso, sus movimientos antinaturales y sexualmente sugestivos mientras Hoffman se para cerca de su cara, apuntando al suelo. Luego le dice en un tono bajo, amenazador y seductor: "Mira, hay un poco de... polvo por aquí... dale con el trapo ahí." Durante este capítulo se reproduce constantemente música fuerte en el intercomunicador. Algunos han sugerido que esto podría ser otro indicio de la situación, ya que Hoffman puede haber hecho esto deliberadamente para encubrir cualquier ruido preocupante. También hay un archivo de audio sin usar en los archivos de datos del juego que sólo consiste en el sonido de la voz de Hoffman en lo que sólo puede interpretarse como él en medio de un acto sexual (aunque su voz es la única que oímos en el archivo de audio).
En la enfermería, se puede observar que hay almohadillas elevadas en la cuna, lo que sugiere que Hoffman examina ginecológicamente a Clara. Clara también es vista fregando un punto hacia el final de la cama. Clara también se ve arrastrando los pies cuando se le pide que se mueva. Esto sugiere que está experimentando dolor en alguna forma alrededor de su abdomen. Aparte de la interacción sexual implícita, también se ha sugerido que Clara en un momento dado queda embarazada, lo que también explicaría las almohadillas levantadas en el catre de la enfermería, y el hecho de que fregara el colchón. También se cree que Clara pudo haber tenido un aborto a manos de Hoffman por los instrumentos que se pueden encontrar en el orfanato, como los que aparecen en el ático al principio del juego. Clara también llora y se ríe histericamente mientras repite que algo le duele y que está sola. En un archivo de audio Clara encontrado del juego ella habla con un tartamudeo roto, y aunque esto probablemente tiene más que ver con su estado mental mientras habla y no es indicativo de su patrón normal de habla. Sin embargo, esto sugiere que ella es extremadamente emocional en la escena para la que el audio fue hecho.
La cama y la mesita de noche en el cuarto de la Princesa Sirena son las mismas que las del cuarto de Hoffman en el orfanato. Esto sugiere que Hoffman llevaría a Clara a su dormitorio por la noche para molestarla mientras ella yacía en su cama; esto también sugiere que Jennifer los siguió una noche, se asomó por el ojo de la cerradura y vio algo que ella no entendía cuando era niña.
Si Jennifer abre los cajones de la Enfermería de la aeronave, Clara se apresurará a que Jennifer la detenga gritando: "¡No mires ahí!". También hay audio sin usar de Clara diciendo esto con un tartamudeo nervioso. Ahí es posible que haya alguna evidencia de una relación sexual entre ella y Hoffman, probablemente condones, ya que las píldoras anticonceptivas no existían en ese momento. Después de esto, se oye la voz de Hoffman diciendo: "Mmhmm...", como si estuviera de acuerdo con Clara...
Las "branquias" a los lados de su cuerpo eran posiblemente de la cirugía, y el corte en su estómago de un supuesto aborto. La cicatriz sobre su pecho podría ser vista como un simbolismo para detener el crecimiento de sus senos. Se rumorea que Hoffman embarazó a Clara, y para evitar que tuviera un hijo, él mismo realizó un aborto. Sus piernas unidas por la cola de una sirena simbolizan posiblemente la incapacidad de Clara para dar a luz. Sus ataques de vómito pueden ser de "náuseas matutinas", una náusea común durante el embarazo. También puede estar insinuando que Clara era bulímica, ya que la bulimia suele ser comórbida con otros trastornos, como la depresión y la ansiedad. Ella llora y se ríe al azar, lo que es una señal de los cambios de humor comunes durante el embarazo, así como insinuando su desmoronada cordura. El jefe de la princesa sirena de Clara, a diferencia de la propia Clara, está gritando casi constantemente. Aparte de la cuerda que ata sus piernas juntas, la princesa sirena se muestra completamente desnuda.
Diana
Diana es la huérfana favorita de Hoffman, pero la razón es desconocida. Diana también tiene un muslo vendado que sólo se puede ver cuando levanta la falda para hacer una reverencia, lo que sugiere algún tipo de lesión o moratón, pero también podría insinuar alguna lesión sexual.
Se menciona que Diana pasaría mucho tiempo en el sótano pensando en crecer. Jennifer comenta, "Ella quería tanto ser adulta... pero también tenía miedo de crecer demasiado rápido." Diana aparentemente quería ser bella y pura, pero se sentía cohibida al creer que todos los días se separaba de su yo ideal. Lo más probable es que sus temores de perder su ser ideal y no crecer hasta convertirse en el adulto que quería provenían del posible creciente interés sexual de Hoffman por ella y su repugnancia por ello.
Una vez que el jefe sirena ha sido derrotado Jennifer observa una escena donde Hoffman está interrogando a Diana, mientras le habla parece estar acariciando a Diana de una manera sugerente, y podría ser percibido como si estuviera cruzando la línea de cuánto un adulto debería tocar a un niño. Cuando sale de la habitación, Diana está claramente disgustada por su toque, llamándolo "asqueroso".

### Respuesta crítica
La respuesta crítica al título ha sido tibia, con algunos positivos y las revisiones muy negativas. El juego ha obtenido un puntuación de Metacritic de 59 y un promedio en las calificaciones del juego del 61%. Se conviene generalmente que el título tiene un diagrama interesante, observando que “aparte de algunas referencias profundas y un traje gótico desbloqueable de Lolita, los personajes son más siniestros que sexuales”. Sin embargo la jugabilidad es extensamente como torpe, arcaico, e ingrato. La prensa fue dividida generalmente sobre cuánto decae el gameplay de su capacidad de gozar de la historia. Algunas excepciones notables son: el comportamiento del personaje y los errores del juego ya que parece que “definitivamente es un vergonzoso juego que elabora cerveza de la disfunción sin sentido, explotativo que te deja vacío, y deja un sabor amargo” y Acegamez, que no sólo admiraron el diagrama del juego, pero también encontraron una jugabilidad lenta, “una novela de suspenso psicológica maravillosa que te arrastra adentro con su extraño obligar a la presentación narrativa, atmosférica y una jugabilidad pensativa”.